# 美麗叉舌鰕虎魚
美麗叉舌鰕虎魚（学名：Glossogobius callidus），为輻鰭魚綱鱸形目鰕虎亞目鰕虎科叉舌鰕虎屬下的一个种，為熱帶魚類，分布於非洲南非、莫三比克、馬達加斯加、葛摩、塞席爾群島淡水及半鹹水域，棲息在河口、潮間帶，生活習性不明。

## 扩展阅读
- 維基物種上的相關：美麗叉舌鰕虎魚